# RAC-Brigade

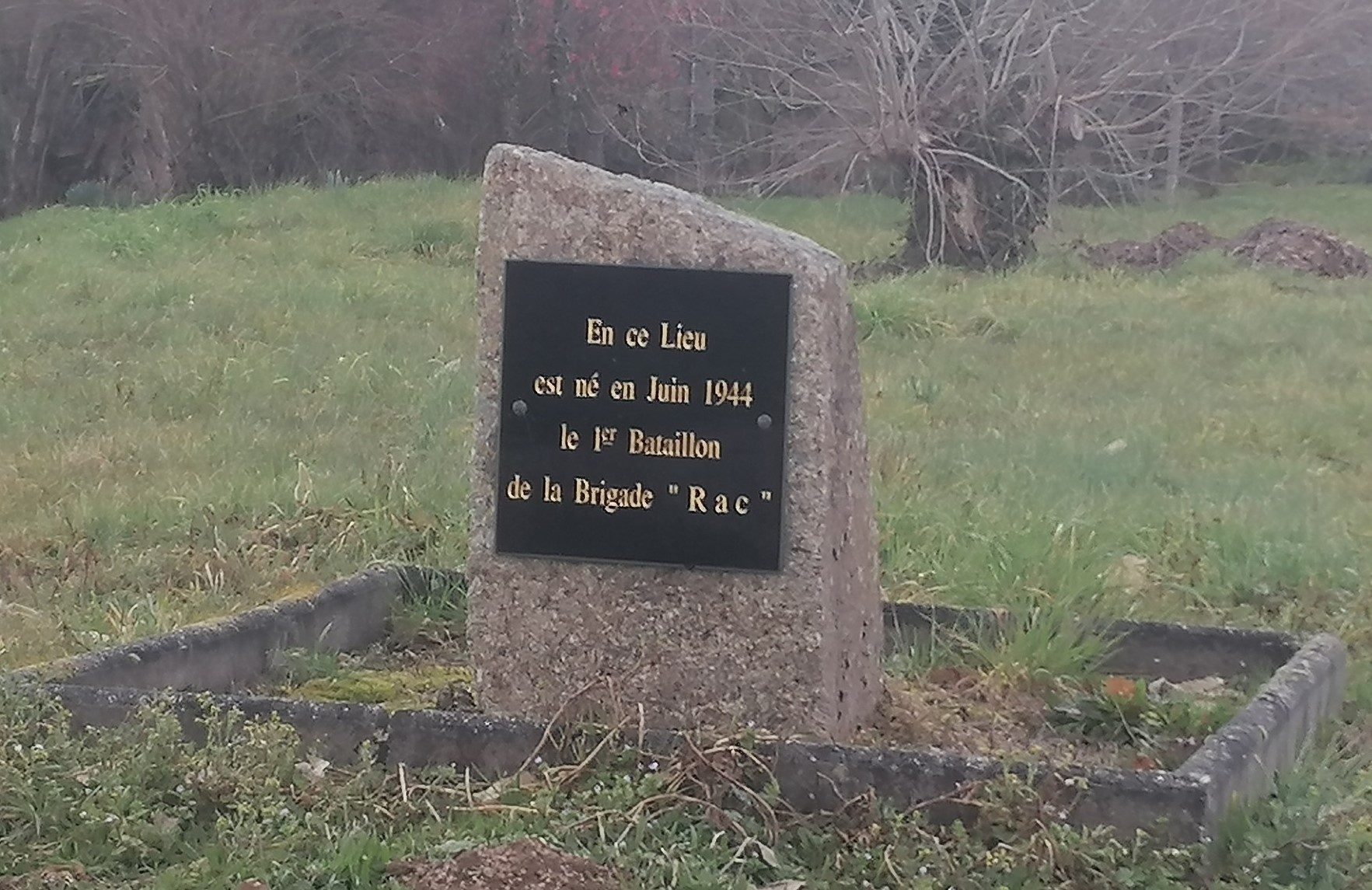
Gedenkstein zur Aufstellung der Brigade in Les Chadaux commune d'Augignac

Die RAC-Brigade, auch als Formation de l’AS Dordogne Nord bekannt, war eine Brigade der französischen Résistance, die später als reguläre Einheit im 50e régiment d’infanterie der Streitkräfte Frankreichs aufgegangen ist.

## Geschichte
Alfred Dutheillet de Lamothe, alias „Capitaine Fred“, war der Hauptmann dieser Brigade, die im Frühjahr 1944 gegründet wurde.
Die Einheit war an La Libération in Périgueux, Angoulême und Saintes im Jahr 1944 und 1945 in Royan beteiligt. Rodolphe Cézard, genannt Rac war Namensgeber dieser Einheit und bei den Maquis als Organisator bekannt. Im Oktober 1944 wurde die Brigade eine reguläre Einheit der Forces françaises de l’intérieur (FFI) und ging später in dem 50e régiment d’infanterie auf. Bei den Kämpfen zur Befreiung Frankreichs verlor die Einheit zahlreiche Angehörige, die als Opfer des Widerstand gegen den Nationalsozialismus gelten.